# Jean Simmons
Jean Simmons (polno ime Jean Merilyn Simmons), angleško-ameriška filmska igralka in pevka, *31. januar 1929, Lower Holloway, London, Anglija, † 22. januar 2010, Santa Monica, Kalifornija, Združene države Amerike.
Jean Simmons je bila britanska igralka in pevka. Označili so jo za eno od ''dobro govorečih mladih zvezdnic'' J. Arthurja Ranka. Kariero je začela z vlogami v britanskih filmih, posnetih med drugo svetovno vojno in po njej, po letu 1950 pa je snemala predvsem hollywoodske filme.
Leta 1948 je bila nominirana za oskarja za najboljšo igralko v stranski vlogi za predstavo v filmu Hamlet. Leta 1955 je osvojila zlati globus za najboljšo igralko za vlogo v filmu Guys and Dolls. Med druge pomembnejše vloge spadajo tiste v filmih Great Expectations (1946), Črni narcis (1947), The Blue Lagoon (1949), So Long at the Fair (1950), Angel Face (1953) Young Bess (1953), The Robe (1953), The Big Country (1958), Elmer Gantry (1960), Spartak (1960) in The Happy Ending leta 1969, za katero je bila nominirana za oskarja za najboljšo igralko. Leta 1983 je osvojila nagrado emmy za vlogo v miniseriji Pesem ptic trnovk.

## Biografija

### Zgodnje življenje
Jean Simmons se je rodila 31. januarja 1929 v Islingtonu v Londonu. Oče Charles Simmons je na poletnih olimpijskih igrah v Stockholmu leta 1912 osvojil bronasto medaljo v gimnastiki. Mama je bila Winifred Ada, rojena Loveland. Jean je bila najmlajša izmed štirih otrok, imela je starejši sestri in brata, Lorno, Harolda in Edno. Igrati je začela, ko je bila stara 14 let.
Med drugo svetovno vojno se je družina preselila v Winscombe v Somersetu. Tam je njen oče krajši čas učil športno vzgojo na šoli Sidcot. V tem času je Jean sledila svoji najstarejši sestri in začela nastopati v manjših vaških igrah. Pela je tudi popularne pesmi, kot je Daddy Wouldn't Buy Me a Bow Wow. V tem času je želela postati akrobatična plesalka.

### Zgodnji filmi
Po vrnitvi v London se je vpisala v šolo plesa Aida Foster, kjer jo je opazil režiser Val Guest in ji priskrbel prvo filmsko vlogo v filmu Give Us the Moon iz leta 1944, kjer je glavno vlogo igrala Margaret Lockwood, Jean pa je odigrala njeno sestro. Sledile so manjše vloge v več filmih, med drugim Mr. Emmanuel (1944), Kiss the Bride Goodbye (1945), Meet Sexton Blake (1945) in v priljubljenem The Way to the Stars (1945) kot tudi v kratkem filmu Sports Day (1945).
V manjši vlogi harfistke je leta 1945 nastopila tudi v filmu Caesar in Cleopatra, ki ga je režiral Gabriel Pascal, glavno vlogo pa sta odigrala Vivien Leigh in bodoči mož Simmonsove Stewart Granger. Režiser Pascal je v Simmonsovi videl potencial in je leta 1945 z njo podpisal sedemletno pogodbo preko organizacije J. Arthurja Ranka.

### Great Expectationsin zvezdništvo
Jean Simmons je postala zvezdnica v Združenem kraljestvu, ko je odigrala mlado Estello v filmu Great Expectations iz leta 1946, ki ga je režiral David Lean. Film je postal tretji najbolj priljubljen film v Združenem kraljestvu leta 1947, Simmonsova pa je prejela odlične kritike.
Delo na snemanju filma Great Expectations jo je tako navdušilo, da se je odločila za resno igralsko kariero:
»Mislila sem, da je to samo delo, kjer spoznavaš vse te izjemne filmske zvezde in dobivaš 5 funtov na dan, kar je bilo lepo, saj smo potrebovali denar. Menila sem, da bom nekoč odšla iz tega sveta, se poročila in imela otroke, tako kot moja mati. Delo z Davidom Leanom me je prepričalo, da nadaljujem.«
Sledile so stranske vloge v filmu Hungry Hill (1947) ob Margaret Lockwood in filmu združenja Powell-Pressburger Črni narcis (1947), kjer je igrala indijansko dekle ob Sabuju.
Ugled ji je dvignila tudi vloga v drami Uncle Silas leta 1947. Istega leta je sledil še film The Woman in the Hall. Noben od teh filmov sicer ni bil prepričljivo uspešen, je pa postala mednarodna zvezda z vlogo Ofelije v filmu Hamlet Laurencea Olivierja leta 1948, za kar je prejela prvo nominacijo za oskarja. Olivier ji je ponudil priložnost za delo in študij na šoli Bristol Old Vic in veliko različnih vlog, s katerimi bi si nabrala izkušnje, vendar jo je vezala pogodba z Rankovo organizacijo. 
Leta 1949 je nastopila v glavni vlogi v filmu The Blue Lagoon režiserja Franka Launderja. Film je temeljil na romanu Henryja De Vere Stacpoolea iz leta 1908. Koproduciral ga je Launderjev sodelavec Sidney Gilliat. Projekt je bil originalno zamišljen za Lockwoodovo desetletje pred tem. Film je prinesel precejšen finančni uspeh.

### Stewart Granger
Leta 1949 je Simmonsova skupaj s Stewartom Grangerjem zaigrala v filmu Adam and Evelyne. Šlo je za njeno prvo odraslo vlogo. Z Grangerjem sta se zaljubila in se kmalu poročila.
Posnela je dva filma, ki sta bila finančno uspešna: So Long at the Fair (1950) z Dirkom Bogardejem in Trio (1950), kjer je bila ena od številnih zvezdnikov, ki so nastopili v tem filmu. Nato je igrala v Cage of Gold (1950) z Davidom Farrarjem in The Clouded Yellow (1950) režiserja Ralpha Thomasa, kjer je bil njen soigralec Trevor Howard. Leta 1950 je bil Simmonsova izbrana za četrto najbolj priljubljeno zvezdo v Britaniji.

### Howard Hughes in Victor Mature
Granger je postal hollywoodski zvezdnik z vlogo v filmu King Solomon's Mines (1950) in je podpisal pogodbo z MGM, zato se je Simmonsova z njim preselila v Los Angeles. Leta 1951 je Rank prodal njeno pogodbo Howardu Hughesu, ki je bil takrat lastnik RKO Pictures.
Hughes si je želel začeti spolno razmerje s Simmonsovo, vendar je Granger preprečil njegova snubljenja, tako da je Hughesu po telefonu jezno rekel: »Gospod Howard, prekleti Hughes, obžalovali boste, če moje žene ne boste pustili pri miru.« Da bi kaznoval Simmonsovo in Grangerja, je Hughes zavrnil njeno sodelovanje s Paramountom, kjer jo je režiser William Wyler želel v glavni ženski vlogi za svoj film Rimske počitnice. Na koncu je vlogo dobila Audrey Hepburn, ki je zaradi tega dobila zvezdniški status.
Njen prvi hollywoodski film je bil Androcles and the Lion (1952), ki ga je produciral Pascal, v njem pa je igral tudi Victor Mature. Sledil mu je Angel Face (1953), ki ga je režiral Otto Preminger, njen soigralec pa je bil Robert Mitchum. David Thomson je zapisal, da bi »o njej zdaj lahko govorili s strahospoštovanjem, ki ga izkazujejo Louise Brooks«, četudi bi Simmonsova igrala le v tem filmu. Hughes, ki ga je Granger zavrnil, je Premingerju naročil, naj s Simmonsovo ravna čim bolj grobo, zaradi česar je režiser od njenega soigralca Mitchuma zahteval, da igralko vedno močneje udarja, dokler je Mitchum ni udaril in vprašal, ali si tega tako želi. Z njim je nastopila tudi v komediji She Couldn't Say No (1954).
Leta 1952 je preko sodišča prišlo do prekinitve pogodbe s Hughesom. Poravnala sta se zunaj sodišča; del dogovora je vseboval določbo, da bo Simmonsova posnela še en film brez dodatnega zaslužka. Strinjala se je tudi, da bo pod okriljem RKO posnela še tri filme, vendar ne v tem studiu, ampak kot posojena igralka. Posnela je še en film za 20th Century Fox, medtem ko je RKO za en film dobil Victorja Matureja.
Simmonsova in Granger sta se vrnila v Anglijo, da bi posnela triler Footsteps in the Fog (1955). Nato ji je Joseph Mankiewicz dodelil vlogo ob boku Marlona Branda v filmski adaptaciji dela Guys and Dolls (1955), kjer je sama pela v vlog, ki jo je zavrnila Grace Kelly. Film je postal velika uspešnica.
Tako se je zgodilo tudi s filmoma v produkciji družbe MGM: This Could Be the Night (1957) in Until They Sail (1957).
Velik uspeh je doživela tudi s filmom The Big Country (1958) v režiji Williama Wylerja. Zaigrala je tudi v filmih Home Before Dark (1958) pri Warner Bros. in This Earth Is Mine (1959) z Rockom Hudsonom pri Universalu. Po mnenju filmskega kritika Philipa Frencha je bil Home Before Dark "morda njena najboljša vloga gospodinje, ki je v psihodrami Mervyna LeRoya pahnjena v živčni zlom."

### Elmer Gantryin Richard Brooks
Leta 1960 je nastopila v filmu Elmer Gantry, ki ga je režiral Richard Brooks, ki je nato postal njen drugi mož. Film je bil uspešen, prav tako kot Spartak (1960), kjer je igrala ljubezen lika Kirka Douglasa. Simmonsova je nato posnela še film The Grass Is Greener (1960) z Mitchumom, Caryjem Grantom in Deborah Kerr.
Za nekaj let se je umaknila z ekranov, nato pa se je vrnila v filmu All the Way Home (1963) z Robertom Prestonom. Posnela je filme Life at the Top (1965) z Laurenceom Harveyjem, Mister Buddwing (1966) z Jamesom Garnerjem, Divorce American Style (1967) z Dickom Van Dykeom in Rough Night in Jericho (1967) z Georgeom Peppardom in Deanom Martinom.

### Sedemdeseta in osemdeseta leta 20. stoletja
Do sedemdesetih let se je Simmonsova osredotočila na oder in televizijske vloge. V ZDA je nastopala v A Little Night Music režiserja Stephena Sondheima, nato pa se je kot Desirée Armfeldt predstavila še v Londonu v West End teatru. V tej predstavi je igrala tri leta in se ni naveličala Sondhemove glasbe. Dejala je, da ji je ne glede na utrujenost glasba zmeraj dala novih moči.
Leta 1983 je v miniseriji Pesem ptic trnovk upodobila mamo Fiono ''Fee'' Cleary, za kar je osvojila emmyja. V letih 1985 in 1986 se je pojavila v North and South, kjer je ponovno igrala družinsko mater Clarisso Main. Leta 1988 je zaigrala v filmu The Dawning z Anthonyjem Hopkinsom in Hughom Grantom. Leta 1989 je nastopila v dvodelni epizodi Mirror, Mirror, On the Wall serije Murder, She Wrote kot avtorica kriminalk Eudora McVeigh Shipton, samooklicana tekmica Jessice Fletcher, ki jo je igrala Angela Lansbury.

### Devetdeseta leta 20. stoletja in prvo desetletje 21. stoletja
Leta 1989 je nastopila v remaku filma Great Expectations, kjer je igrala gospod Havisham, Estellino posvojiteljico. Leta 1991 se je pojavila tudi v epizodi The Drumhead serije Zvezdne steze: Naslednja generacija kot upokojena admiralka, ki vodi preiskavo. Istega leta je nastopila tudi kot družinska mati Elizabeth Collins Stoddard in njena prednica Naomi Collins v kratkotrajnih oživitvah serij iz šestdesetih let 20. stoletja Dark Shadows. V originalu je te vloge upodobila Joan Bennett. Med letoma 1994 in 1998 je bila pripovedovalka v dokumentarni televizijski seriji Mysteries of the Bible televizijske hiše A&E. Leta 1995 je nastopila v filmu How to Make an American Quilt ob Winoni Ryder, Mayi Angelou, Ellen Burstyn, Anne Bancroft in Alfre Woodard. Leta 2004 je nastopila v glavni vlogi Sophie v angleškem filmu Howl's Moving Castle.

## Zasebno življenje
Jean Simmons se je poročila in ločila dvakrat. Njen prvi mož je bil angleški igralec Stewart Granger, s katerim se je v starosti 21 let poročila 20. decembra 1950 v Tucsonu v Arizoni. Leta 1956, ko sta postala državljana ZDA, se je rodila njuna hči Tracy Granger. Ločila sta se leta 1960.
1. novembra 1960 se je Simmonsova poročila z režiserjem Richardom Brooksom. Leto dni pozneje sta dobila hčer Kate Brooks. Ločila sta se leta 1980. Čeprav sta bila oba moža precej starejša od nje, je Simmonsova zanikala, da išče figuro očeta, ki ga je izgubila, ko je bila stara 16 let. Dejala je:
»Prav nič nista bila podobna mojemu očetu. Moj oče je bil nežen, mehak človek. Oba moja moža sta bila veliko bolj hrupna in veliko bolj samozavestna ... To res ni povezano s starostjo ... Gre za to, kar je tam – iskrica in smisel za humor.«
V intervjuju leta 1984, ki ga je dala v Københavnu med snemanjem filma Going Undercover (1988 oz. alternativni naslov Yellow Pages, dokončan leta 1985), je nekoliko podrobneje opisala svoje zakone in izjavila:
»Morda se sliši poenostavljeno, ampak moja dva zakona bi lahko povzeli takole: ko sem se želela poročiti, je Jimmy (Stewart Granger) rekel: "Želim samo, da si lepa." In ko sem se želela ukvarjati s kuhanjem, je Richard rekel: "Pozabi na kuhanje. Izurjena si bila za igranje – zato igraj!" Večina ljudi je mislila, da sem bila v prvem zakonu precej nemočna – oklevajoča in šibka kot metulj. Richard Brooks je bil tisti, ki je videl, kaj je narobe, in me je poskušal postaviti na lastne noge. Jaz sem se pritoževala: "Bojim se." In on je rekel: "Nikoli se ne boj neuspeha. Vsakič, ko zjutraj vstaneš, si v prednosti."«
Iz vsakega zakona je imela po eno hčerko, ki se obe ukvarjata s filmi. Tracy Granger je postala filmska in televizijska montažerka leta 1990, Kate Brooks pa dela kot televizijska asistentka in producentka. Hčeri sta dobili imeni po Jeaninih dobrih prijateljih, igralcu Spencerju Tracyju in igralki Katharine Hepburn. Konec sedemdesetih let se je Simmonsova preselila na vzhodno obalo ZDA. Nekaj časa je živela v New Milfordu v Connecticutu. Kasneje se je vrnila v Kalifornijo in se naselila v Santa Monici, kjer je ostala vse do svoje smrti.
Leta 2003 je na novoletni podelitvi odlikovanj bila imenovana za častnico Reda britanskega imperija (OBE) za zasluge na področju igranja.
Leta 2003 je postala tudi pokroviteljica britanske dobrodelne organizacije Release, ki se ukvarja s področjem zlorabe zdravil. Leta 2005 je podpisala tudi peticijo britanskemu premierju Tonyju Blairu proti prestavitvi konoplje iz drog razreda C v razred B.

## Smrt
Jean Simmons je umrla zaradi pljučnega raka na svojem domu v Santa Monici 22. januarja 2010, 9 dni pred 81. rojstnim dnevom. Pokopali so jo na pokopališču Highgate v severnem Londonu.

## Filmografija
| Leto      | Film                                    | Vloga                                    | Opombe |
| --------- | --------------------------------------- | ---------------------------------------- | --- |
| 1944      | Give Us the Moon                        | Heidi                                    | |
| 1944      | Mr. Emmanuel                            | Sally Cooper                             | Navedena kot Jean Simmonds                                                                                                 |
| 1944      | Sports Day                              | Peggy                                    | |
| 1945      | Kiss the Bride Goodbye                  | Molly Dodd                               | |
| 1945      | Meet Sexton Blake                       | Eva Watkins                              | |
| 1945      | The Way to the Stars                    | pevka                                    | |
| 1945      | Caesar and Cleopatra                    | harfistka                                | Ni navedena |
| 1946      | Great Expectations                      | Estella kot dekle                        | |
| 1947      | Hungry Hill                             | Jane Brodrick                            | |
| 1947      | Črni narcis                             | Kanchi                                   | |
| 1947      | Uncle Silas                             | Caroline Ruthyn                          | |
| 1947      | The Woman in the Hall                   | Jay Blake                                | |
| 1948      | Hamlet                                  | Ofelija                                  | Nagrajena na beneškem filmskem festivalu (Volpi Cup) Nominacija za oskarja za najboljšo stransko igralko                   |
| 1949      | Adam and Evelyne                        | Evelyne Kirby                            | |
| 1949      | The Blue Lagoon                         | Emmeline Foster                          | |
| 1950      | So Long at the Fair                     | Vicky Barton                             | Drugo mesto med najboljšimi igralkami v konkurenci za nagrado Bambi                                                        |
| 1950      | Trio                                    | Evie Bishop                              | Drugo mesto med najboljšimi igralkami v konkurenci za nagrado Bambi                                                        |
| 1950      | Cage of Gold                            | Judith Moray                             | |
| 1950      | The Clouded Yellow                      | Sophie Malraux                           | |
| 1952      | Androcles and the Lion                  | Lavinia                                  | |
| 1953      | Angel Face                              | Diane Tremayne Jessup                    | |
| 1953      | Young Bess                              | princesa Elizabeth                       | Nagrada Nacionalnega odbora za recenzijo filma (tudi za vlogi v The Robe in The Actress)                                   |
| 1953      | Affair with a Stranger                  | Carolyn Parker                           | |
| 1953      | The Robe                                | Diana                                    | Nagrada Nacionalnega odbora za recenzijo filma (tudi za vlogi v Young Bess in The Actress)                                 |
| 1953      | The Actress                             | Ruth Gordon Jones                        | Nagrada Nacionalnega odbora za recenzijo filma (tudi za vlogi v Young Bess in The Robe)                                    |
| 1954      | She Couldn't Say No                     | Corby Lane                               | alternativni naslov Beautiful but Dangerous                                                                                |
| 1954      | The Egyptian                            | Meryt                                    | |
| 1954      | A Bullet Is Waiting                     | Cally Canham                             | |
| 1954      | Désirée                                 | Désirée Clary                            | |
| 1954      | Demetrius and the Gladiators            | Diana                                    | Prikazan odlomek iz filma The Robe                                                                                         |
| 1955      | Footsteps in the Fog                    | Lily Watkins                             | |
| 1955      | Guys and Dolls                          | Sarah Brown                              | Osvojen zlati globus za najboljšo glavno igralko Nominacija za nagrado BAFTA za najboljšo glavno igralko                   |
| 1956      | Hilda Crane                             | Hilda Crane Burns                        | |
| 1957      | This Could Be the Night                 | Anne Leeds                               | Nominacija za zlati globus                                                                                                 |
| 1957      | Until They Sail                         | Barbara Leslie Forbes                    | |
| 1958      | The Big Country                         | Julie Maragon                            | |
| 1958      | Home Before Dark                        | Charlotte Bronn                          | Nominacija za nagrado Laurel (4. mesto) Nominacija za zlati globus                                                         |
| 1959      | This Earth Is Mine                      | Elizabeth Rambeau                        | |
| 1960      | Elmer Gantry                            | Sharon Falconer                          | Nominacija za nagrado Laurel (3. mesto) Nominacija za nagrado BAFTA za najboljšo glavno igralko Nominacija za zlati globus |
| 1960      | Spartak                                 | Varinia                                  | |
| 1960      | The Grass Is Greener                    | Hattie Durant                            | Nominacija za nagrado Laurel (5. mesto)                                                                                    |
| 1963      | All the Way Home                        | Mary Follett                             | |
| 1965      | Life at the Top                         | Susan Lampton                            | |
| 1966      | Mister Buddwing                         | The Blonde                               | |
| 1967      | Divorce American Style                  | Nancy Downes                             | |
| 1967      | Rough Night in Jericho                  | Molly Lang                               | |
| 1968      | Heidi                                   | gospodična Rottenmeier                   | TV |
| 1969      | The Happy Ending                        | Mary Wilson                              | Nominacija za oskarja za najboljšo glavno igralko Nominacija za zlati globus                                               |
| 1971      | Say Hello to Yesterday                  | ženska                                   | |
| 1972      | The Odd Couple                          | princesa Lydia                           | Epizoda The Princess |
| 1975      | Mr. Sycamore                            | Estelle Benbow                           | |
| 1975      | The Easter Promise                      | Constance Payne                          | TV |
| 1977      | Hawaii Five-O                           | Terri O'Brien                            | TV, epizoda A Cop on the Cover                                                                                             |
| 1978      | The Dain Curse                          | Aaronia Haldorn                          | TV |
| 1978      | Dominique                               | Dominique Ballard                        | |
| 1979      | Beggarman, Thief                        | Gretchen Jordache Burke                  | TV |
| 1981      | A Small Killing                         | Margaret Lawrence                        | TV |
| 1981      | Golden Gate                             | Jane Kingsley                            | TV |
| 1981      | Jacqueline Susann's Valley of the Dolls | Helen Lawson                             | TV |
| 1983      | Pesem ptic trnovk                       | Fee Cleary                               | TV Osvojen Emmy za najboljšo stransko igralko Nominacija za zlati globus                                                   |
| 1984      | December Flower                         | Etta Marsh                               | TV |
| 1984      | All for Love                            | Deidre Mackay                            | Epizoda Down at the Hydro                                                                                                  |
| 1985      | Midas Valley                            | Molly Hammond                            | TV |
| 1985      | North and South                         | Clarissa Gault Main                      | TV |
| 1986      | North and South Book II                 | Clarissa Gault Main                      | TV |
| 1987      | Perry Mason: The Case of the Lost Love  | Laura Robertson                          | TV |
| 1988      | Inherit the Wind                        | Lucy Brady                               | TV |
| 1988      | The Dawning                             | teta Mary                                | |
| 1988      | Going Undercover                        | Maxine de la Hunt                        | Izšlo kot Going Undercover v ZDA leta 1988. V Združenem kraljestvu izšlo pod naslovom Yellow Pages leta 1985.              |
| 1989      | Great Expectations                      | Miss Havisham                            | TV |
| 1989      | Murder, She Wrote                       | Eudora McVeigh Shipton                   | Epizoda Mirror, Mirror on the Wall Nominacija za Emmyja                                                                    |
| 1991      | Zvezdne steze: Naslednja generacija     | Admiralka Norah Satie                    | Epizoda The Drumhead |
| 1991      | Dark Shadows                            | Elizabeth Collins Stoddard/Naomi Collins | |
| 1991      | They Do It with Mirrors                 | Carrie-Louise Serrocold                  | TV V sklopu televizijske serije primerov Miss Marple                                                                       |
| 1994      | In the Heat of the Night                | Miss Cordelia                            | TV Epizoda Chez and the Grand Lady                                                                                         |
| 1994-1998 | Mysteries of the Bible                  | pripovedovalka                           | |
| 1995      | How to Make an American Quilt           | Em Reed                                  | Nominacija za nagrado združenja Screen Actors Guild                                                                        |
| 1995      | Daisies in December                     | Katherine Palmer                         | |
| 2001      | Final Fantasy: The Spirits Within       | članica sveta 2                          | Posodila glas |
| 2003      | Winter Solstice                         | grofica Lucinda Rhives                   | Izšlo v Nemčiji kot Wintersonne                                                                                            |
| 2004      | Jean Simmons: Rose of England           | igrala samo sebe                         | |
| 2004      | Howl's Moving Castle                    | starejša Sophie                          | Posodila glas, angleška verzija                                                                                            |
| 2005      | Thru the Moebius Strip                  | Shepway                                  | Posodila glas |
| 2009      | Shadows in the Sun                      | Hannah                                   | Zadnja filmska vloga |

## Glasovanja
Več let zapored so jo britanski filmski ljubitelji izglasovali med deset največjih britanskih zvezd v letni anketi časopisa Motion Picture Herald.
- 1949 – 4. mesto[50] (in 9. mesto med najbolj priljubljenimi vseh časov)[51]
- 1950 – 2. mesto (in 4. mesto med najbolj priljubljenimi vseh časov)[52]
- 1951 – 3. mesto[53]

## Nagrade in nominacije
| Leto | Nagrada                     | Kategorija                                                                      | Nominirano delo                     | Rezultat    |
| ---- | --------------------------- | ------------------------------------------------------------------------------- | ----------------------------------- | ----------- |
| 1949 | Oskar                       | Najboljša igralka v stranski vlogi                                              | Hamlet                              | nominiran/a |
| 1950 | Nagrada časnika Daily Mail  | Najboljša britanska igralka leta                                                |                                     | Osvojil/a   |
| 1953 | National Board of Review    | Najboljša igralka                                                               | The Actress / The Robe / Young Bess | Osvojil/a   |
| 1956 | Zlati globus                | Najboljša igralka v komediji                                                    | Guys and Dolls                      | Osvojil/a   |
| 1957 | Nagrada BAFTA               | Najboljša tuja igralka                                                          | Guys and Dolls                      | nominiran/a |
| 1958 | Zlati globus                | Najboljša igralka v komediji                                                    | This Could Be the Night             | nominiran/a |
| 1959 | Zlati globus                | Najboljša igralka v drami                                                       | Home Before Dark                    | nominiran/a |
| 1961 | Nagrada BAFTA               | Najboljša tuja igralka                                                          | Elmer Gantry                        | nominiran/a |
| 1961 | Zlati globus                | Najboljša igralka v drami                                                       | Elmer Gantry                        | nominiran/a |
| 1970 | Oskar                       | Najboljša igralka v glavni vlogi                                                | The Happy Ending                    | nominiran/a |
| 1970 | Zlati globus                | Najboljša igralka v drami                                                       | The Happy Ending                    | nominiran/a |
| 1983 | Emmy                        | Najboljša igralka v stranski vlogi                                              | Pesem ptic trnovk                   | Osvojil/a   |
| 1984 | Zlati globus                | Najboljša igralka v stranski vlogi v seriji, miniseriji ali televizijskem filmu | Pesem ptic trnovk                   | nominiran/a |
| 1989 | Emmy                        | Najboljša gostujoča igralka v drami                                             | Murder, She Wrote                   | nominiran/a |
| 1996 | Nagrada Screen Actors Guild | Najboljša igralska zasedba                                                      | How to Make an American Quilt       | nominiran/a |